# 柚木崎正家
柚木崎 正家（ゆのきざき まさいえ）は、戦国時代の武将。日向伊東氏の家臣。内山衆去川役人。日向国柚木崎城主。
一部史料には柚ノ木崎と表記。

## 来歴
槍の名手であり、「日州（日向国）一の槍突き」と謳われた。
元亀3年（1572年）5月4日、木崎原の戦いに出陣。釣り野伏せに掛かり敗走する伊東軍の殿となる。弓矢で20余人を討ち取り、かつ鬼塚原（小林市西小林地区）の、後に粥餅田と呼ばれる地で肥田木玄斎と共に踏み止まり（正家一人のみとする史書もある）奮闘。しかし、島津義弘目掛けて弓矢を放った際、義弘の愛馬が前脚を突き曲げて正家の攻撃を交わしたため、矢は義弘の甲の箙をやや掠めただけに終わる。それに激怒した義弘により討ち取られた。
墓は小林市北西方の小林市指定史跡「粥餅田古戦場跡」から少々外れた場所にある（個人所有）。
その後、日向が島津氏の領土となると、義弘は正家の子孫を召し出して御切米6石を与えて家臣とした。子孫に柚木崎正次がいる。

## 最期に纏わる諸説
義弘との戦いは諸説あり、上記のように待ち伏せて弓で狙らい討とうとしたとの説（「日州木崎原御合戦伝記」他）と、殿による槍同士の一騎討ちだったとする説（「三国名勝図会」他）、島津兵に囲まれて討たれたとする説（「日向纂記」）もある。
また攻撃が外れた後、義弘に降伏を促されたが「二君に仕えず」と断って討たれたとする説（「三国名勝図会」）もあるが、弓を投げ捨てて義弘に恭順すべく平伏したが、策ではないかと警戒した義弘に槍で突き殺されたとする説（「日州木崎原御合戦伝記」他）もある。その場合、義弘が子孫を召しだしたのは、恭順を示した者を討ち取った自戒の念からとされる。